# مندی‌شاه جیونا
مندی‌شاه جیونا (به انگلیسی: Mandi Shah Jeewna) یک شهر در پاکستان است که در پنجاب واقع شده‌است.